# XI Клавдиев легион
XI Клавдиев легион (Legio XI Claudia; Leg XI CPF) е легион на римската армия.
Вероятно е образуван от Гай Юлий Цезар през 58 пр.н.е. и съществува до ранния 5 век. Легионът получава почетното име Claudia Pia Fidelis („съзнателен и верен“) при император Клавдий. Името на легиона е съкратено след това на Leg XI CPF.
През 101 от.н.е. легионът заедно с Leg I и Leg II Adiutrix е изместен на фронта в Мизия, след като даките и сарматите навлизат в провинция Долна Мизия (Moesia Inferior (България)) и император Траян решава да стабилизира Дунавския фронт.
След като Leg XI CPF през 102 г. получава досегашния лагер на V Македонски легион на Ескус (Oeskus, край дн. с. Гиген, Никополско), той получава своя постоянен лагер в Дуросторум (България) от 106/107 г. Присъствието му там е доказано до 5 век.